# Ballymartin (Islay)
Ballymartin, auch Ballimartin, ist eine Ortschaft im Nordosten der schottischen Hebrideninsel Islay. Sie gehört administrativ somit zur Council Area Argyll and Bute. Ballymartin liegt wenige hundert Meter nördlich der A846, der Hauptstraße der Insel, welche die beiden Hafenorte Port Askaig und Port Ellen miteinander verbindet, und ist über einen Abzweig von dieser aus zu erreichen. Ballygrant liegt etwa zwei Kilometer östlich, Bowmore, der Hauptort der Insel, neun Kilometer in südwestlicher Richtung. Die nächstgelegene Ortschaft ist die kleine Siedlung Keppols. Im Jahre 1841 wurden in Ballymartin 22 Einwohner gezählt. Zehn Jahre später war die Einwohnerzahl auf 14 gesunken. In aktuellen Zensusdaten ist Ballymartin nicht separat gelistet. Es besteht nur noch aus einem bewohnten Bauernhof. Wie auch an anderen Orten im Nordosten der Insel wurde auch bei Ballymartin einst Blei abgebaut. Spuren der Minen sind heute noch in der Landschaft zu finden.

## Umgebung
Nordöstlich der Ortschaft nahe Loch Finlaggan befand sich eventuell einst ein Menhir. Der 2,4 m lange Stein mit einer Grundfläche von 1,5 m × 0,5 m liegt schon seit der ersten Aufzeichnung flach auf dem Boden, sodass nicht mehr nachvollzogen werden kann, ob es sich tatsächlich einst um einen stehenden Stein handelte. In nordwestlicher Richtung sind die Überreste einer Kapelle zu finden. Der 6,5 m × 3,5 m messende Innenraum war bei diesem Gebäude von einer 1,2–1,5 m mächtigen, unverputzten Mauer umgeben. Diese ist heute großteils erdbedeckt und bis zu einer Höhe von 90 cm erhalten.